# Julius Sachs

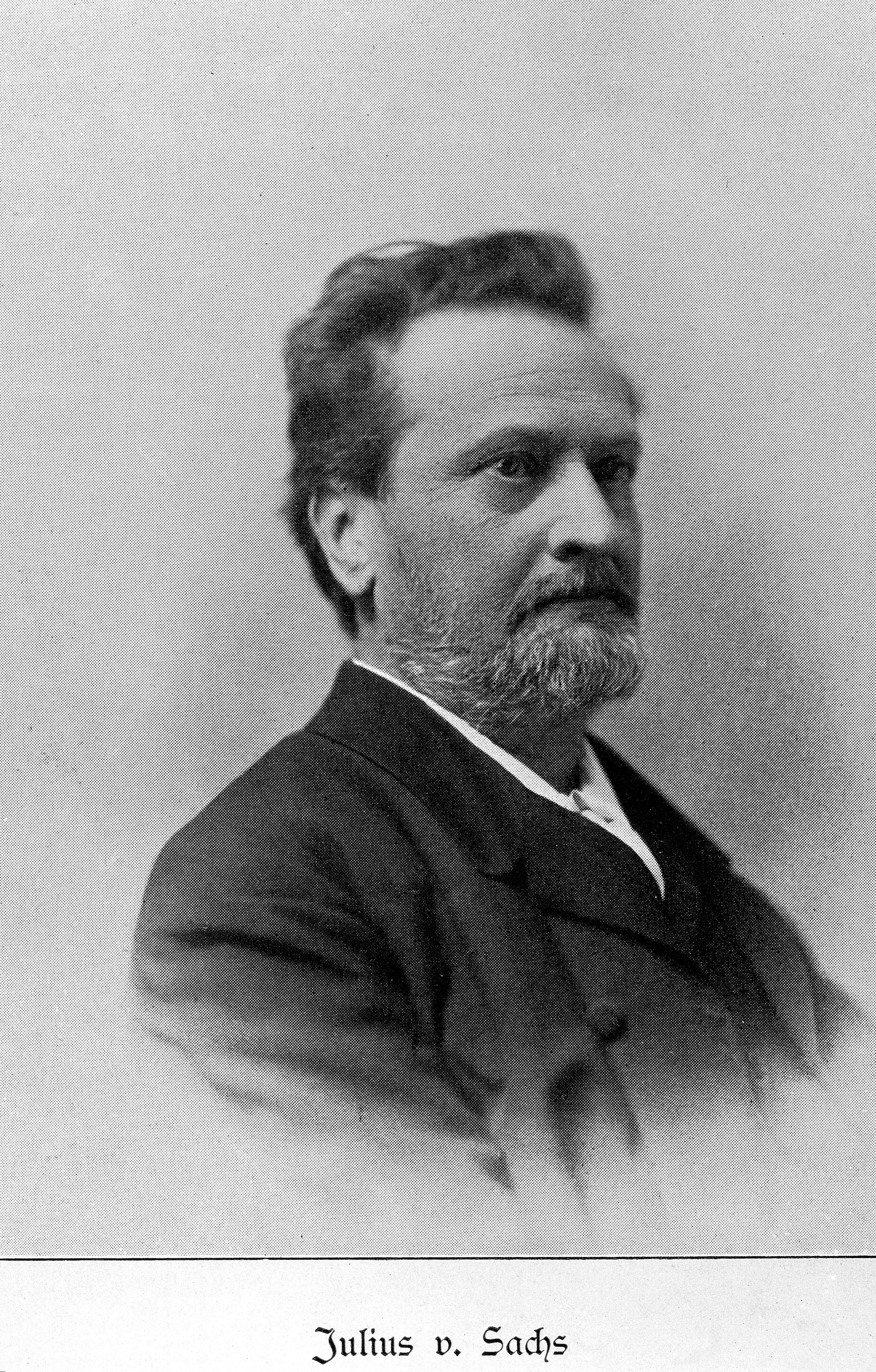
Julius Sachs

Julius Sachs bzw. Julius von Sachs (* 2. Oktober 1832 in Breslau, Provinz Schlesien; † 29. Mai 1897 in Würzburg) war ein deutscher Botaniker und Hochschullehrer in Bonn, Freiburg im Breisgau und Würzburg. Er gilt als Begründer der experimentellen Pflanzenphysiologie und gemeinsam mit Wilhelm Knop als Mitbegründer der Hydrokultur. Sein offizielles botanisches Autorenkürzel lautet „Sachs“.

## Leben und Wirken
Sachs war das siebtes Kind und der zweite Sohn von Christian Gottlieb Sachs († 1848), einem Graveur und Kupferstecher, und dessen Frau Maria Theresia Hofbauer († 1849). Er wuchs in bescheidenen Verhältnissen auf. Sachs besuchte vier Jahre lang eine Seminarschule und anschließend ab 1845 Elisabet-Gymnasium in Breslau. Dort freundete er sich mit den beiden Söhnen von Jan Evangelista Purkyně, Emanuel (1831–1882) und Karel, an. Den naturwissenschaftlichen Unterricht am Gymnasium empfand Sachs unzureichend. Deshalb las er in seiner Freizeit naturkundliche und naturphilosophische Schriften, unter anderem von Lorenz Oken. Außerdem begann er wissenschaftliche Zeichnungen für Purkyně anzufertigen. 1848 erlitt sein Vater einen tödlichen Schlaganfall. Kurz darauf starb seine Mutter an der Cholera. Als mittellose Waise verließ er das 1850 das Gymnasium, um zur See zu fahren. Purkyně, seit 1850 in Prag, nahm Sachs in seinen Haushalt auf. 1851 legte er am Akademischen Gymnasium die Reifeprüfung ab und begann im Dezember 1851 an der Karl-Ferdinands-Universität ein Studium der Naturwissenschaften.
Am 17. Juli 1856 wurde er zum Dr. phil. promoviert. Das Verfassen einer Dissertation war an der Universität von Prag nicht notwendig. Sachs hatte bis dahin schon etwa 20, meist morphologisch-entwicklungsgeschichtliche, Übersichtsartikel verfasst. Er bezog eine eigene Wohnung in der Prager Neustadt. Im Folgejahr habilitierte Sachs sich. Nach einer Probevorlesung im März 1857, wurde er am 23. Juli 1857 als Privatdozent für Pflanzenphysiologie zugelassen.
Friedrich von Stein machte Julius Adolph Stöckhardt auf einen 1857 veröffentlichten Artikel aufmerksam, in dem Sachs die Stellung der Seitenwurzeln untersuchte und dazu die Pflanzen in Wasserkultur heranzog.
Stöckhardt erkannte die Bedeutung dieser Herangehensweise für ernährungsphysiologische Fragen und wandte sich direkt an Sachs.
Im April 1859 wurde Sachs physiologischer Assistent von Stöckhardt an der Königlich Sächsischen Akademie für Forst- und Landwirthe zu Tharandt in Tharandt.
Dort wirkte er knapp zwei Jahre. Er beschäftigte sich unter anderem mit der „Abhängigkeit der Keimung von der Temperatur“, 
untersuchte „Chemische Vorgänge bei der Keimung ölhaltiger Samen (Kürbissamen)“
und führte „Vegetationsversuche in wässrigen Lösungen der Nährstoffe“ durch.
Im Februar 1861 ging er als „Lehrer der Physiologie der Thiere und Pflanzen“ und Leiter der landwirtschaftlichen Versuchsstation an die Königliche Gewerbeschule in Chemnitz. Nach nur zwei Monaten folgte Sachs einem Ruf von Eduard Hartstein und wurde „Lehrer für Naturgeschichte“  an der Landwirtschaftlichen Akademie Poppelsdorf in Poppelsdorf bei Bonn.
Kurz darauf, im Mai 1861, heiratete er in Prag Johanna Claudius (1837–1901). Das Paar hatte vier Kinder: Elisabeth (1862–1936), Hugo (1865, verstarb nach sechs Wochen), Richard (1867–1934) und Maria (1869–1932).
Während der sechs Jahre, die er dort arbeitete, gelang ihm unter anderem der Nachweis, dass Stärke, die sich durch Kohlensäureassimilation in den Chlorophyllkörnern bildet, im Dunkeln verschwindet und im Licht wieder neu auftritt. Diesen Nachweis erbrachte er mit der bekannten Iodprobe.
In dieser Zeit zeigte sich auch, dass Sachs ein hervorragender botanischer Schriftsteller war. 1865 veröffentlichte er das Handbuch der Experimental-Physiologie der Pflanzen, das in klarer Darstellung eine Übersicht interessanter und wichtiger Experimente zur Pflanzenphysiologie enthielt. Damit gelang es Sachs, dieses Fach einer breiten Fachöffentlichkeit bekannt zu machen.
Im April 1867 wurde er Nachfolger von Heinrich Anton de Bary an der Albert-Ludwigs-Universität in Freiburg im Breisgau. Dort hielt es ihn allerdings wegen der durchaus schlechten Arbeitsbedingungen kaum ein Jahr. Im Oktober 1868 folgte er einem Ruf an die Universität Würzburg, wo er trotz zahlreicher Rufe an andere Universitäten (unter anderem nach Jena, Heidelberg, Wien, Berlin, Bonn und München) über 30 Jahre lang wirkte. Das von ihm 1867 als „Spelunke“ bezeichnete Gebäude des botanischen Instituts (das „alte Epileptikerhaus“ in der heutigen Klinikstraße 3) baute er aus und ließ es 1869/1870 um zwei Stockwerke erhöhen. Sachs erforschte unter anderem die Verzweigung von Wurzeln, die ihn zur Keimungsphysiologie führten. Er hat zur Klärung der Fotosynthese-Vorgänge Wesentliches beigetragen und schloss bei entwicklungsphysiologischen Untersuchungen auf das Vorhandensein „blütenbildender Stoffe“, eine Hypothese, die erst ein halbes Jahrhundert später wieder aufgegriffen und bestätigt wurde.
Von 1874 bis 1888 gab Sachs die Zeitschrift Arbeiten des Botanischen Instituts in Würzburg (3 Bände) heraus.
Sachs forschte vor allem auf dem Gebiet der Pflanzenphysiologie. Die Autoritäten auf diesem Gebiet waren zu seiner Zeit vor allem Hugo von Mohl, Carl Wilhelm von Nägeli und Friedrich Wilhelm Hofmeister. Diese beschäftigten sich vor allem mit Studien an Pflanzenzelle und -gewebe. Sachs belebte mit seiner Experimentalphysiologie die früheren Ansätze von Stephen Hales, Thomas Andrew Knight, Nicolas Théodore de Saussure oder Jean Baptiste Boussingault.
Er entwickelte das „Auxanometer“, ein Gerät zur Messung des Pflanzenwachstums.
Neben seinen vielen weiteren Arbeiten auf dem Gebiet der Pflanzenphysiologie (zum Beispiel der Reizphysiologie) hat Sachs sich für andere Gebiete der Botanik und Biologie interessiert und engagiert. Er nahm beispielsweise Stellung zur Stammesgeschichte der Pflanzen sowie zur Deszendenztheorie von Charles Darwin, dessen Formulierung eines Selektionsprinzips er allerdings für eine unzureichende Erklärung für die Evolution hielt.
Viele Schüler und Assistenten von Sachs wurden später bekannte Botaniker, darunter Julius Oscar Brefeld, Francis Darwin, Karl Ritter von Goebel, Adolf Hansen, Georg Albrecht Klebs, Spiridon Miliarakis, Hermann Müller-Thurgau, Gregor Kraus, Fritz Noll, Wilhelm Pfeffer, Karl Prantl, Ernst Stahl, Hugo de Vries und Otto Appel.

## Ehrungen
Sachs wurde 1868 der Titel eines Ehrendoktors der Medizinischen Fakultät der Universität Bonn verliehen.
1874 wurde Sachs korrespondierendes und 1880 auswärtiges Mitglied der Bayerischen Akademie der Wissenschaften. Im Jahr 1880 wurde er zum Mitglied der Leopoldina gewählt, 1882 wurde Sachs in die American Academy of Arts and Sciences, 1885 in die Königlich Niederländische Akademie der Wissenschaften und am 31. Mai 1888 zum auswärtigen Mitglied der Royal Society gewählt. Seit 1893 war er Mitglied der Académie royale des Sciences, des Lettres et des Beaux-Arts de Belgique und seit 1895 der National Academy of Sciences.

## Schriften (Auswahl)
Bücher
- Handbuch der Experimental-Physiologie der Pflanzen. Untersuchungen über die allgemeinen Lebensbedingungen der Pflanzen und die Functionen ihrer Organe. (= Handbuch der physiologischen Botanik Band 4). Wilhelm Engelmann, Leipzig 1865 (Digitalisat, Digitalisat).

  - Physiologie végétale. Recherches sur les conditions d'existence des plantes et sur le jeu de leurs organes. Victor Masson et fil, Paris 1868 (Digitalisat) – übersetzt von Marc Micheli (1844–1902).
- Lehrbuch der Botanik nach dem gegenwärtigen Stand der Wissenschaft. Wilhelm Engelmann, Leipzig 1868 (Digitalisat, Digitalisat).
  - 2. Auflage, Wilhelm Engelmann, Leipzig 1870 (Digitalisat).
  - 3. Auflage, Wilhelm Engelmann, Leipzig 1873 (Digitalisat).
  - 4., umgearbeitete Auflage, Wilhelm Engelmann, Leipzig 1874 (Digitalisat).
  - Traité de botanique conforme à l'état présent de la science. F. Savy, Paris 1874 (Digitalisat) – übersetzt nach der 3. Auflage von Philippe Édouard Léon Van Tieghem.
  - Text-book of botany. Morphological and physiological. Clarendon Press, Oxford 1875 (Digitalisat) – übersetzt von Alfred William Bennett (1833–1902), unter Mitwirkung von William Turner Thiselton-Dyer.
- Ueber den gegenwärtigen Zustand der Botanik in Deutschland. Rede zur Feier des 290. Stiftungstages der Julius-Maximilians-Universität gehalten […] am 2. Januar 1872. Thein, Würzburg 1872 (Digitalisat, Digitalisat).
- Geschichte der Botanik vom 16. Jahrhundert bis 1860. Oldenbourg, München 1875 (= Geschichte der Wissenschaften in Deutschland. Band 15). Digitalisierte Ausgabe der Universitäts- und Landesbibliothek Düsseldorf; Digitalisat und Volltext im Deutschen Textarchiv
- Vorlesungen über Pflanzen-Physiologie. Wilhelm Engelmann, Leipzig 1882 (Digitalisat).
  - 2., neu bearbeitete Auflage,  Wilhelm Engelmann, Leipzig 1887 (Digitalisat).
  - Lectures on the physiology of plants. Clarendon Press, Oxford 1887 (Digitalisat) – übersetzt von H. Marshall Ward.
- Gesammelte Abhandlungen über Pflanzen-Physiologie. 2 Bände, Wilhelm Engelmann, Leipzig 1892–1893 (Digitalisate).

Zeitschriftenbeiträge
- Rak [Der Flusskrebs.] In: Živa. Časopis přírodnický. Band 1, Prag 1853, S. 71–83 (Digitalisat).
- Rozmluva o růstu bylin. [Ueber das Wachsthum der Pflanzen.] In: Živa. Časopis přírodnický. Band 1, Prag 1853, S. 139–146, 229–236, 293–304, 336–343 (Digitalisat).
- Morphologie des Crucibulum vulgare Tulasne. In: Botanische Zeitung. Band 13, 1855, Sp. 833–845, 849–861 (Digitalisat) – Teil der Habilitationsschrift.
- O travách. [Gramineae.] In: Živa. Časopis přírodnický. Band 4, Prag 1856, S. 148–171 (Digitalisat).
- Lilije. [Liliaceae.] In: Živa. Časopis přírodnický. Band 4, Prag 1856, S. 233–252 (Digitalisat).
- O výparu na povrchu rostlin. [Excretionen auf der Oberfläche der Pflanzen.] In: Živa. Časopis přírodnický. Band 4, Prag 1856, S. 355–366 (Digitalisat).
- Über die gesetzmässige Stellung der Nebenwurzeln der ersten und zweiten Ordnung bei verschiedenen Dicotyledonen-Gattungen. In: Sitzungsberichte der mathematisch-naturwissenschaftlichen Classe der Kaiserlichen Akademie der Wissenschaften. Band 2, Wien 1857, S. 331–344 (Digitalisat).
- Ueber das Auftreten der Stärke bei der Keimung ölhaltiger Samen. In: Botanische Zeitung. Band 17, 1859, S. 177–183, 185–188 (Digitalisat).
- Physiologische Untersuchungen über die Keimung der Schminkbohne (Phaseolus multiflorus). In: Sitzungsberichte der Kaiserlichen Akademie der Wissenschaften. Mathematisch-Naturwissenschaftliche Classe. Band 37, 1859, S. 57–119 (Digitalisate).
- Über das abwechselnde Erbleichen und Dunkelwerden der Blätter bei wechselnder Beleuchtung. In: Berichte über die Verhandlungen der Königlich-Sächsischen Gesellschaft der Wissenschaften zu Leipzig, Mathematisch-Physische Klasse. Band 11, 1859, S. 226–240 (Digitalisat).
- Ueber das Vorhandensein eines farblosen Chlorophyll-Chromogens in Pflanzentheilen, welche fähig sind, grün zu werden. In: Lotos. Zeitschrift fur Naturwissenschaften. Band 9, Prag 1859, S. 6–14 (Digitalisat).
- [Über das Vergeilen der Pflanzen.]: In: Verhandlungen des Naturhistorischen Vereines der Preussischen Rheinlande und Westphalens. Neue Folge, Band 9, Bonn 1862, S. 163–166 (Digitalisat).
- Ueber den Einfluss des Tageslichtes auf die Neubildung und Entfaltung verschiedener Pflanzenorgane. In: Botanische Zeitung. Band 21, Beilage Nr. 31–33, 1863, S. 1–30 (Digitalisat).
- [Ueber den Einfluss des Tageslichts auf die Stärkebildung in den Chlorophyllkörnern.] In: Verhandlungen des naturhistorischen Vereins der preussischen Rheinlande und Westphalens. Band 21 (= 3. Folge, Band 1) Bonn 1864, S. 43–44 (Digitalisat).
- Ueber die Auflösung und Wiederbildung des Amylums in den Chlorophyllkörnern bei wechselnder Beleuchtung. In: Botanische Zeitung. Band 22, Nr. 38, 1864, S. 289–294 (Digitalisat).
- Ueber orthotrope und plagiotrope Pflanzentheile. In: Arbeiten des Botanischen Instituts in Würzburg. Band 2, 1882, S. 226–284 (Digitalisat).
- Stoff und Form der Pflanzenorgane. In: Arbeiten des Botanischen Instituts in Würzburg. Band 2, 1882, S. 452–488 (Digitalisat).
- Stoff und Form der Pflanzenorgane. II. In: Arbeiten des Botanischen Instituts in Würzburg. Band 2, 1882, S. 689–718 (Digitalisat).
- Physiologische Notizen. VIII. Mechanomorphose und Phylogenie. (Ein Beitrag zur physiologischen Morphologie). In: Flora oder Allgemeine botanische Zeitung. Band 78, 1894, S. 215–243 (Digitalisat).
- Physiologische Notizen. IX. Weitere Betrachtungen über Energiden und Zellen. In: Flora oder Allgemeine botanische Zeitung. Band 81, 1895, S. 405–434 (Digitalisat).
- Physiologische Notizen. X. Phylogenetische Aphorismen und über innere Gestaltungsursachen oder Automorphosen. In: Flora oder Allgemeine botanische Zeitung. Band 82, 1896, S. 173–223 (Digitalisat).

Sonstiges
- [Beitrag] In: Arthur Kirchhoff (Hrsg.): Die akademische Frau. Gutachten hervorragender Universitätsprofessoren, Frauenlehrer und Schriftsteller über die Befähigung der Frau zum wissenschaftlichen Studium und Berufe. Hugo Steinitz, Berlin 1897, S. 279–281 (Digitalisat).